# Yoldia beringiana
Yoldia beringiana är en musselart som beskrevs av Dall 1916. Yoldia beringiana ingår i släktet Yoldia och familjen Yoldiidae. Inga underarter finns listade i Catalogue of Life.